# 干武铁路
干武铁路是一条连接包兰铁路干塘站（即甘塘站）和兰新铁路武威南站的支线铁路，它使得从呼和浩特、包头、银川、中卫等城市到乌鲁木齐的距离缩短了352公里。
铁路建设于1958年，于1966年1月1日通车。是中国第一条高原沙漠电气化铁路。

## 二线工程
干武铁路增建二线工程于2013年11月得到环保部的批复。2014年7月开工建设，于2016年12月23日开通运营。